# Сон Мин Гю
Сон Мин Гю (кор. 송민규; род. 12 сентября 1999, Нонсан, Чхунчхон-Намдо) — южнокорейский футболист, полузащитник клуба «Чонбук Хёндэ Моторс» и сборной Южной Кореи. Выступает за «Кимчхон Санму» на правах аренды.

## Игровая карьера

### Клубная карьера
Сон присоединился к клубу «Пхохан Стилерс», за который дебютировал в Кей-лиге 2 мая 2018 года в матче против «Инчхон Юнайтед», выйдя на замену на 74-й минуте матча; матч завершился со счётом 0:0. Сыграв в дебютном сезоне, всего два матча, в следующем сезоне он закрепился в основе «Стилерс», за который затем отыграл два с половиной сезона.
В июле 2021 года было объявлено о его переходе в «Чонбук Хёндэ Моторс».

### Карьера в сборной
За национальную сборную дебютировал 9 июня 2021 года втором раунде квалификации на чемпионат мира по футболу 2026 года в матче против Шри-Ланки, который завершился победой корейцев со счётом 5:0.
Летом 2021 года Сон вошёл в состав олимпийской сборной для участия на летних Олимпийских играх 2020 года. На турнире принял участие в двух матчах на групповом этапе, а по итогам турнира корейцы вылетели в 1/4 финале, проиграв сборной Мексики со счётом 6:3.
Осенью 2022 года был включён в состав национальной сборной на чемпионат мира 2022 года, но на турнире на поле так и не вышел.

## Достижения
«Чонбук Хёндэ Моторс»
- Чемпион Республики Корея (1): 2021
- Обладатель Кубка Кореи (1): 2022

Олимпийская сборная Республики Корея
- Победитель Азиатских игр: 2022